# DML (azienda)
Dragon Models Limited (Dragon o DML) è un'azienda di modellismo cinese, con sede a Hong-Kong.

## Storia
Dragon fu fondata nel 1987, come consociata della Universal Models Limited (UML), per creare modelli in plastica su disegno specifico di quest'ultima. Per un decennio si specializzò nella riproduzione di veicoli militari. Più tardi iniziò l'opera di esportazione, creando fino ad ora più di 1.000 prodotti diversi.
Nel 1997 Dragon iniziò la produzione di velivoli in scala 1/400 (airliner) con la serie Dragon Wings. Nel 1999, Dragon introduce la serie in stirene in scala 1:6 New Generation Life Action Figure. La serie conta più di 600 tipi diversi.
Per capitalizzare il successo di Dragon Wings, Dragon introduce Warbirds nel 2002, una linea di velivoli in scala 1/72 diecast caccia. Nel 2003 Dragon inizia la produzione di carri armati 1/72 diecast con marchio Dragon Armor.

## Prodotti

### Military Miniatures
La prima serie fu la "Military Miniatures" di veicoli e figure. I kit portavano la scritta "3 in 1", volendo significare che si potevano realizzare tre varianti.
Dragon produce anche in scala 1/72. Rari veicoli come il carro E-100 e il Panzer VIII Maus sono a catalogo in questa scala.
All'inizio del 2005, Dragon ha aggiornato diversi kit, anche con decals della italiana Cartograf.

#### Magic Tracks e EZ tracks
Magic Tracks è la linea di stampate in plastica senza le matarozze da rimuovere. I vari pezzi devono essere assemblati con colla.

#### One-Piece DS Tracks
Alcuni kit come il carro Sherman M4A2, sono fatti di Dragon Styrene 100' (DS), polimero sviluppato dalla Dragon. Un connubio di polistirene e polivinilcloruro, il DS combina i vantaggi dei due materiali. Il Panzer VI Tiger I ne è un esempio. Alcune parti possono risultare stirate durante l'impacchettamento, ma possono essere fatte ritornare allo stato origine immergendole in acqua calda.

#### Parti Photo-etched
Dragon generalmente include poche parti in ottone fotolitografato. Generalmente parti difficili da riprodurre in plastica.
Un accordo commerciale con la cinese Lion Roar immette sul mercato kit di dettaglio per la Dragon e anche per altri costruttori.

#### Decals
Come altri costruttori Dragon include decal nelle confezioni. Alcune sono su proprio disegno altre importate come quelle dalla italiana  Cartograf.

#### Parti in metallo
Alluminio, ottone e acciaio sono usati generalmente dalla Dragon per particolari di finitura. Alcuni kit hanno fino a 48 parti in metallo.

### Dragon Wings(1/400)
Nel 1997 Dragon produce la serie Dragon Wings in scala 1/400 di velivoli airliner. Più di cento modelli diversi sono a catalogo. Dragon è il fornitore ufficiale per la Airbus e la Boeing.
La serie include anche Space Shuttle, Saturn V del programma Apollo NASA e anche il razzo Delta II.

### Military Figures (1/6)
Nel 1999 Dragon introduce la serie New Generation Life Action Figure. La serie ha più di 400 modelli diversi a catalogo.
- Warrior Series (1/16) – Figures of tank crew and infantry
- World's Elite Force Series (1/35)
  - Nam Series (1/35)
- 54mm Figures

### Die-cast scala 1/72
Dragon ha prodotto la serie The Warbirds die-cast di velivoli. Nel 2003 Dragon introduce un'altra linea chiamata Dragon Armor. Dragon produce anche una serie in scala 1/144, la 'Panzer Korps, di carri armati tedeschi della seconda guerra mondiale.

## Sedi
Dragon ha sedi a Shanghai, dove producono le stampate di plastica e la sede a Tsuen Wan, Hong Kong.
L'importatore americano negli USA ha sede a Industry (California).

## Consociate
- Universal Models Limited (UML)
- Concord Publications

UML fu fondata nel 1974 come negozio di hobby sulla Waterloo Road (Hong Kong), in Kowloon. Dragon nasce dall'esigenza di fornire il negozio UML. UML ha cinque negozi a Hong Kong, principale quello di Langham Place, in Mong Kok, oltre a Kwong Wah Street, Causeway Bay, e Zhongcai Centre.
Concord Publications, fondata nel 1980, pubblica libri a tema e riviste.